# Shin Hirayama
Pour les articles homonymes, voir Hirayama.
Shin Hirayama (平山 信, Hirayama Makoto / Shin), né le 6 juin 1867 - décédé le 2 juin 1945, est le premier astronome japonais à avoir découvert un astéroïde. En 1900 il découvre (498) Tokio et (727) Nipponia.
Le cratère lunaire Hirayama (en) est conjointement nommé en son honneur ainsi qu'en celui de Kiyotsugu Hirayama.

## Source de la traduction
- (en) Cet article est partiellement ou en totalité issu de l’article de Wikipédia en anglais intitulé « Shin Hirayama » (voir la liste des auteurs).